# Национальный совет Южного Камеруна
Национа́льный сове́т Ю́жного Камеру́на (англ. Southern Cameroons National Council) — политическая организация, выступающая за суверенитет англоязычной территории от франкоговорящей Республики Камерун. Выступает за ненасилие и гражданское неповиновение однако, как организация, выступающая за независимость территории Камеруна, на оной признана незаконной.

## Создание
После плебисцита 1961 года, Южный Камерун и Французская Республика Камерун объединились в Федеративную Республику Камерун с некоторыми, как считают ряд источников, юридическими нарушениями. Главным катализатором развития движений за независимость на территории англоязычных земель стал незаконный и нарушающий предыдущие договора изменение конституции и формирование унитарной Объединённой Республика Камерун. Наиболее острое притеснение англоговорящего населения, а рано эскалация конфликта и недовольства англоговорящих граждан произошла при приходе в 1985 году к власти Поли Бийя, а также новых законов, направленных на подавление оппозиции и автономии регионов. Уже в 1993 году была созвана Первая Англоязычная Конференция, которая состоялась в Буэа и представляла собой собрание деятелей Южного Камеруна и неравнодушных жителей, которая требовала внесение поправок в конституцию и восстановление федеративного устройства. После её игнорирования, прошла вторая Англоязычная Конференция (AK II), которая подписала Бамендскую Декларацию, которая постановляла, что если не будут принять меры по федерализации в «разумное время», Южный Камерун объявит свою независимость, которая также была проигнорирована. Это привело в 1995 году к созданию Народной конференции Южного Камеруна, сформированной как зонтичная организация, объединяющая студенческие, торговые и политические организации, приверженные независимости, а не возвращению к автономии. Национальный совет Южного Камеруна стал избранным органом, отвечающим за организацию деятельности НКЮК, первоначальным председателем стал Сэм Эконтанг Элад.

## Деятельность
В 1995 году совет приобрел политическую известность благодаря множеству усилий по продвижению отделения англоязычного Южного Камеруна от Камеруна. Правительство Камеруна заканчивало подачу заявки на вступление в Содружество Наций, и НСЮК организовал ряд рекламных мероприятий, чтобы противостоять данному мероприятию.  В августе 1995 года НСЮК обратился в ООН с просьбой вмешаться и выступить посредником между ними и правительством Камеруна, предупредив, что отсутствие вмешательства создаст «еще одно Сомали».  В октябре 1995 г. НСЮК обнародовал план-график работ по возможному провозглашению независимости, что привело к началу гонений НСЮК со стороны правительства Камеруна.
В 1996 году председатель Элад ушел в отставку, и его заменил Генри Фоссунг.  Мероприятия регулярно прерывались полицией, а планы о провозглашении независимости или автономизации постоянно срывались.  В марте 1997 года было арестовано 200 сторонников AI и НСЮК за предполагаемое нападение на силы безопасности в Баменде. В судебных процессах над всеми 200 членами и сотрудниками Amnesty International и НСЮК нашли доказательства применения пыток и выбивания признаний.  Рейд и судебное разбирательство привели к фактическому прекращению деятельности НСЮК, а Фоссунг стал вести себя сдержанно.  В ответ на это в апреле 1998 года был избран на должность председателя Эсоку Ндоки Мукете, высокопоставленный члена Социал-демократического фронта в качестве нового председателя НСЮК. Против этого решения выступил бывший председатель Фоссунг и некоторые другие деятели НСЮК, что привело к параличу организации.
В 2000 году НСЮК разрешил спор о лидерстве, избрав Фредерика Эбонга Алобведе новым председателем и сочтя его первым представителем Южного Камеруна.
Репрессии против совета значительно усилились в 2001 году, когда организация была объявлена незаконной, а столкновения с полицией на митинге привели к многочисленным жертвам.  В результате было открыто несколько международных офисов и отделений НСБК, которые занимаются политической деятельностью и продвижения идей независимости Южного Камеруна. В 2001 году группа изгнанных членов НСБК основала так называемое «посольство Южного Камеруна» в немецком городе Франкфурт.  НСЮК бойкотировала муниципальные выборы 2002 года в Камеруне и президентские выборы 2004 года.  Правительство продолжало производить произвольные и незаконные с юридической точки зрения задержания членов,  часто с массовыми арестами на мирных собраниях и демонстрациях.
В 2006 году фракция официально провозгласила независимость Республики Амбазония, и начало формировать свою гвардию, известную как Народная организация Южного Камеруна. В 2007 году эта группировка взяла на себя ответственность за нападение на камерунских военных в Бакасси.
В 2009 году Африканский союз при поддержке Муаммара Каддафи начал рассматривать усилия в отношении призыва и поддержке НСЮК в движении за независимость. Однако в конце 2009 года Африканская комиссия по правам человека и народов отклонила петицию НСЮК и задвинула вопрос о независимости Амбазонии на задний план.
В отчете Amnesty International по Камеруну за 2012 г. говорится, что силы безопасности продолжают препятствовать деятельности НСЮК, несмотря на незаконность данных действий. В феврале 2011 года зампред Аямба Этте Отун был арестован во время путешествия по стране. Вскоре после этого он был освобожден без предъявления обвинений. В октябре 2011 года собрание в Буэа было сорвано, 50 членов были арестованы и через несколько дней освобождены без предъявления обвинений.
31 марта 2019 года НСЮК вошла в состав Южно-Камерунского освободительного комитета.